# Sölvesborgs distrikt
Sölvesborgs distrikt är ett distrikt i Sölvesborgs kommun och Blekinge län. Distriktet ligger primärt i på Sölvesborgshalvön, men innefattar också vissa delar av Listerlandet, Ryssberget och ett antal småöar.

## Tidigare administrativ tillhörighet
Distriktet inrättades 2016 och utgörs av området som utgjorde Sölvesborgs stad före 1971 och vari Sölvesborgs socken uppgick 1952.
Området motsvarar den omfattning Sölvesborgs församling hade vid årsskiftet 1999/2000 och fick 1951 när stads- och landsförsamlingen gick samman.